# ジャン・ドット
ジャン・ドット（Jean Dotto、1928年3月27日 - 2000年2月20日）は、フランス、サン＝ナゼール出身の元自転車競技（ロードレース）選手。

## 来歴
本名は、ジャン＝バプティスト・ドット（Jean-Baptiste Dotto）。フランス生まれのイタリア国籍者だったが、1937年にフランスに国籍を移した。
プロ年代は1948年から1963年まで。5年ぶりに再開された1955年のブエルタ・ア・エスパーニャ総合優勝者。ドーフィネ・リベレでも2回総合優勝を果たしたクライマー。
1998年に、アンフェタミンの使用歴があることを告白した。

## 主な戦績
1952年
ドーフィネ・リベレ 総合優勝
ツール・ド・フランス 総合8位
1954年
ツール・ド・フランス 総合4位、区間1勝=第19
1955年
 ブエルタ・ア・エスパーニャ 総合優勝
ジロ・デ・イタリア 区間1勝=第19
1957年
ツール・ド・フランス 総合10位
1960年
ドーフィネ・リベレ 総合優勝
1961年
ツール・ド・フランス 総合8位